# Мадона ди Сана (Ла Специја)
Мадона ди Сана је насеље у Италији у округу Ла Специја, региону Лигурија.
Према процени из 2011. у насељу је живело 69 становника. Насеље се налази на надморској висини од 63 м.